# Морське Око
Морське Око — найбільше та найвідоміше озеро у Татрах. Розташоване в польській частині Татр, у долині Риб'ячого Потоку, на висоті 1395 м. Морське Око було визнане журналістами The Wall Street Journal одним з п'яти найкрасивіших озер у світі.

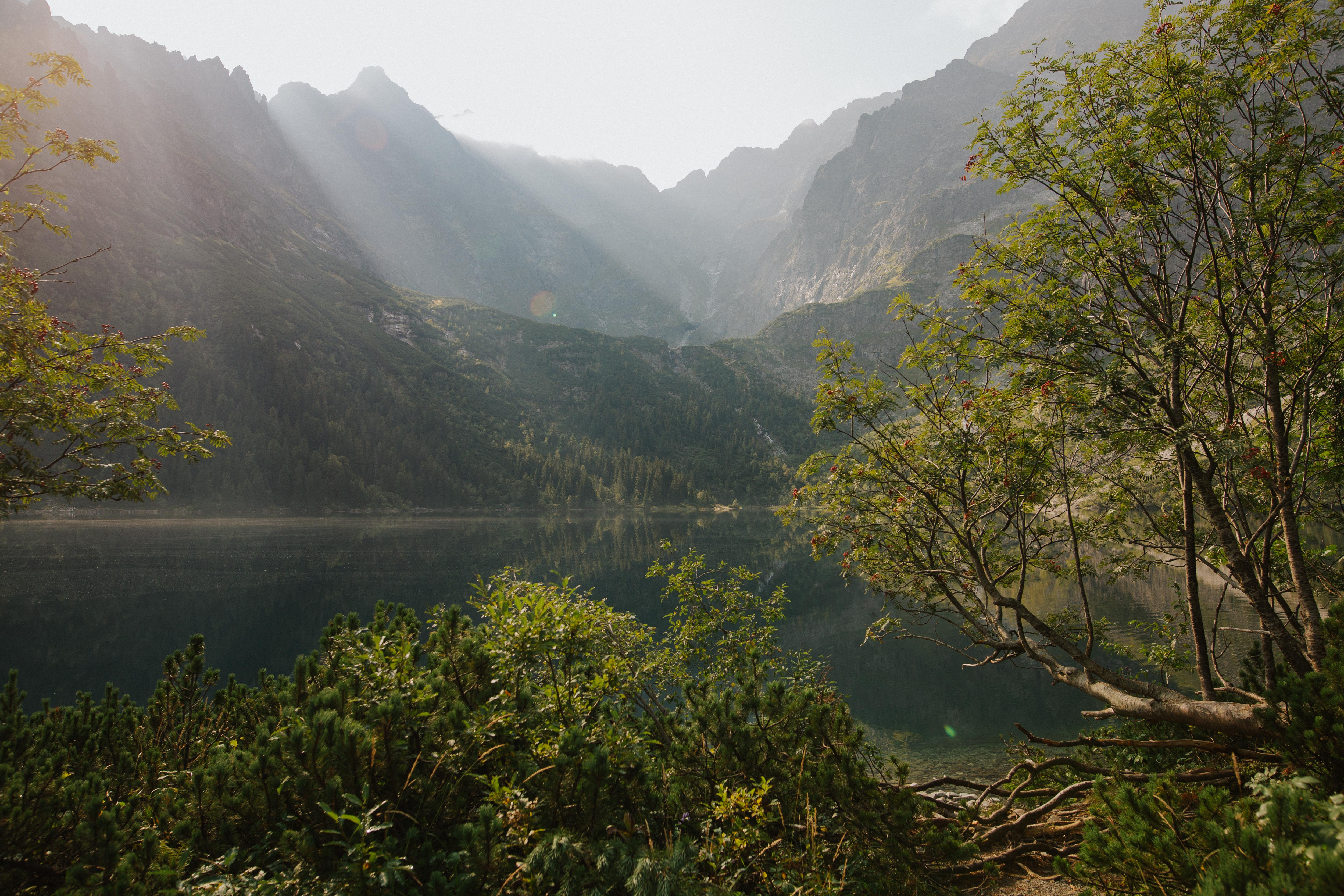
Морське око вид на озеро в кількох кроках від головного входу

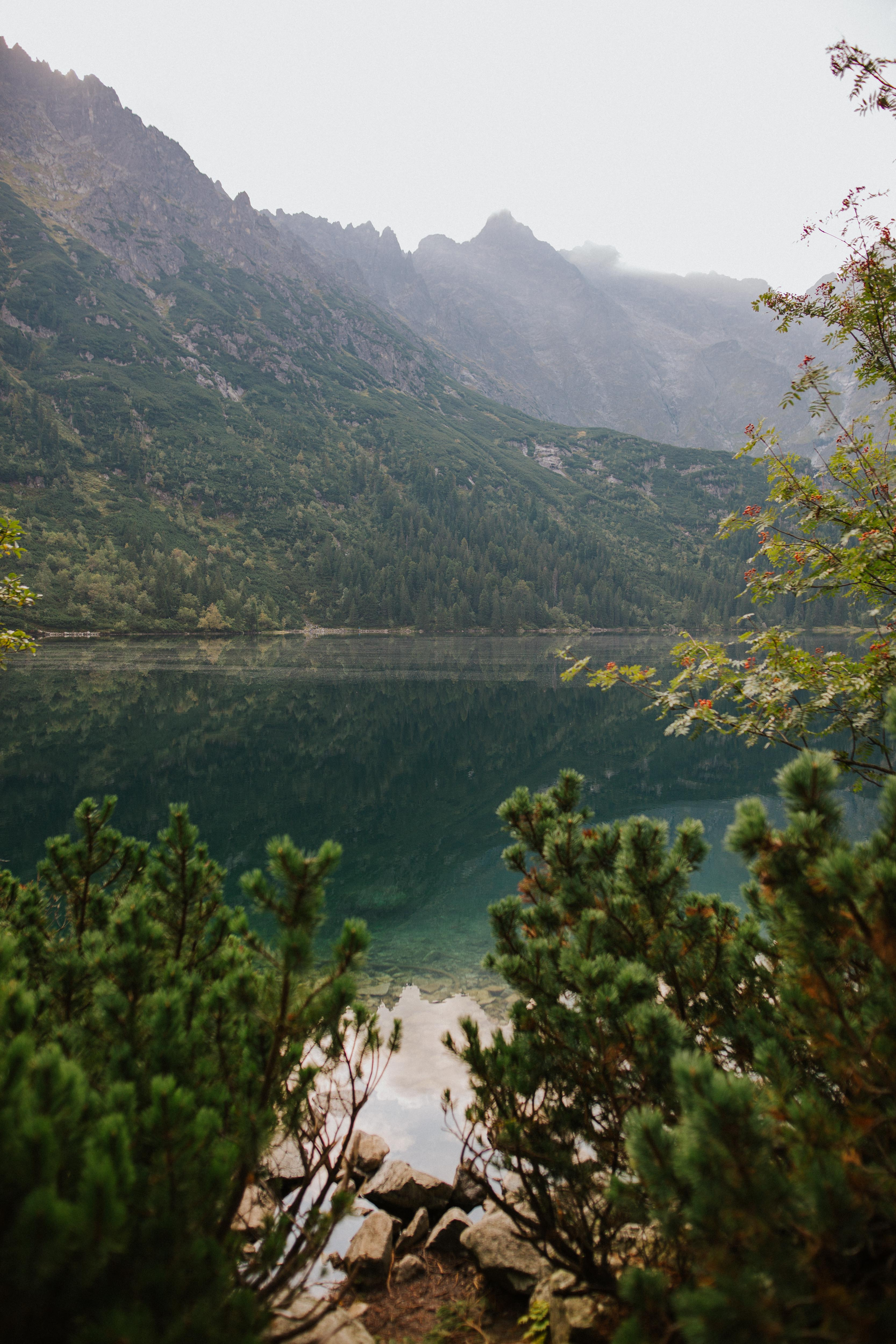
Вид на озеро одне найбільше в Татрах.

Площа плеса 34,5 га, глибина — до 51 м. Сусідні гори вищі за рівень води майже на кілометр.

## Характеристика
Це озеро післяльодовикового походження з карово-мореновим характером. Воно заповнює видовбану льодовиками скельну чашу (Kocioł Morskie Oka), закриту з півночі засувом, на якому лежить кінцевий моренний насип. Морське Око має площу 34,93 га, має довжину 862 м, ширину 568 м і досягає 50,8 м у найглибшій точці (вимірювання WIG з кінця квітня 1934 року при дуже високому рівні води за розрахунками Юзефа Шафлярського).
Вода зелена (рівень IV за шкалою Фореля-Уле), а її прозорість дослідники оцінили від 11 (Юзеф Шафлярський) до 14 м (Людомир Савицький). Є чітко відокремлені шари води, так звані термоклини. Вимірювання, проведене 2 серпня 1937 року, показало, що верхній шар води, добре перемішаний хвилями, мав товщину лише 3 м і мав температуру 12,1 °C. До глибини 10 м температура знижувалася майже на 1 °С/м, від 10 до 20 м значно менше (близько 0,25 °С/м). Нижче 20 м, аж до самого дна, температура була вже постійною (близько 4 °С). Озеро зазвичай замерзає в листопаді і тане в травні, але є великі відмінності в окремі роки.
Назва «Морське око» є перекладом з німецької. Більш рання назва, яку використовували горяни, — Білий Став. Вперше згадується в 1650 році. Німецькі переселенці зі Спишу називали татрські озера «морськими очима» (Meeraugen) [9] .
Морське Око також називали озером Рибовим озером або Рибовим Ставом, оскільки це одне з небагатьох природних татрських озер. Його живлять два постійні потоки: Чорноставський потік, що стікає каскадами Чорноставської Сіклави, та Мніховий Потік, утворюючи Подвійну Сіклаву. В озеро також впадає кілька сезонних водотоків, напр. з Широкого і Морков'яного Кулуару. Рибовий Потік витікає зі ставка, розливаючись у початковій частині на кілька Рибових Ставків: Мале Морське Око, Жаб’яче Око, Мале Жаб’яче Око.

## Природа

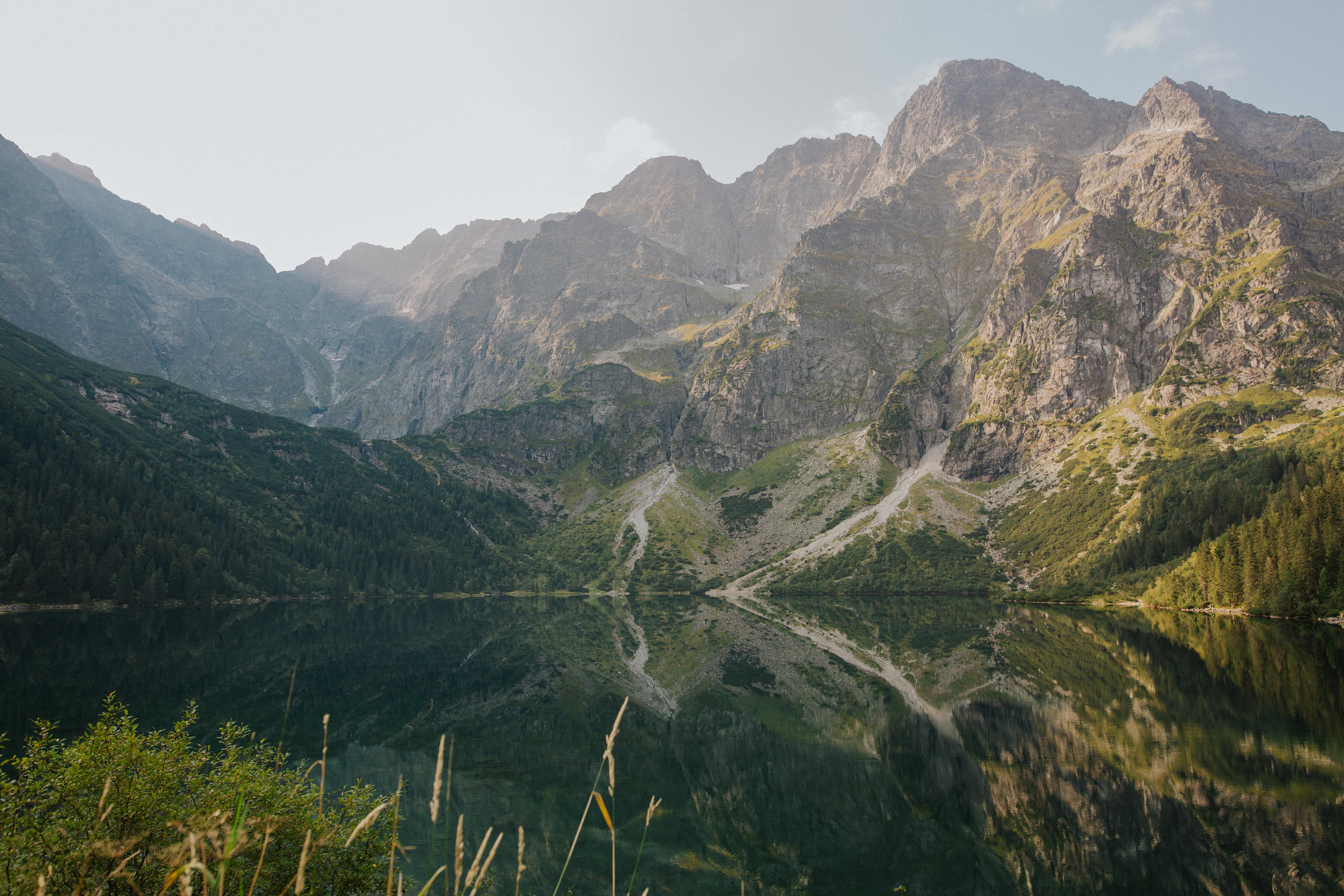
Вид на Озеро Морське Око

Навколо озера росте гірська сосна, а в ньому вражаючий кедр. На берегах росте багато рідкісних для Польщі видів рослин: гронянка багатороздільна, пухівочка альпійська, осока Ляхеналя, аконіт коматий, осока бідноцвіта, полин скельний, нечуйвітер волохатий, шолудивник Гакетта, ліннея північна, очанка барвиста.
Морське Око — одне з небагатьох татрських озер, де живе природна форель (деякі інші татрські озера були зариблені людьми). На початку вересня 2021 року над Морським Оком вперше в історії зафіксували появу бобра. Його присутність була виявлена послідовно в двох місцях на березі озера. Ця особина пережила зиму. Навесні 2022 року він вирушив на пошуки нових територій. Він піднявся на перевал Шпігласова, звідки впав у прірву в бік Долини п’яти польських ставків і загинув.

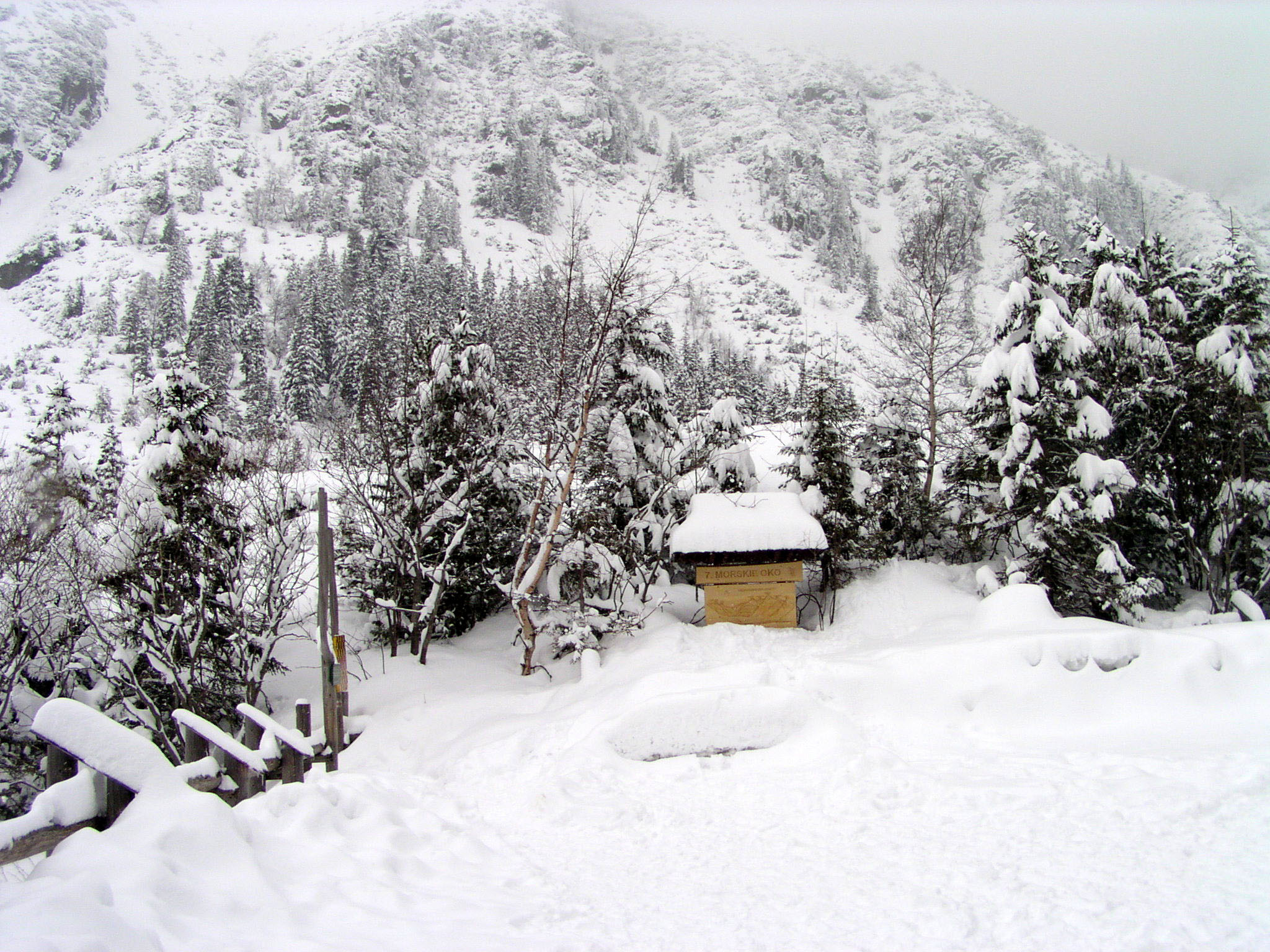
Морське Око взимку

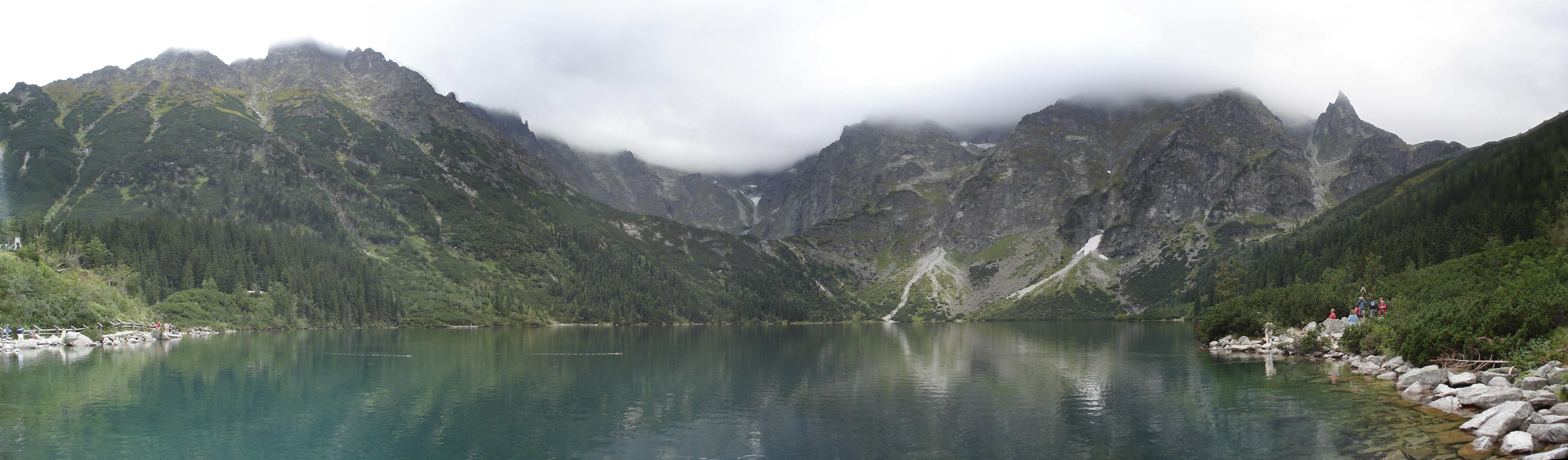
Панорама озера

## Туристичні стежки
з Toporowa Cyrhla через Psia Trawka, Rówień Waksmundzka, далі по дорозі до Морського Ока і поруч із Чорним Ставом під Рисами.
- Час прогулянки від водоспадів Міцкевича до притулку над Морським Оком: 1:30 год, ↓ 1:15 год.
- Час прогулянки від притулку до Чорного Ставу: 50 хв, ↓ 40 хв.
- Час прогулянки від притулку до вершини Риси: 3:50 год, ↓ 3:10 год.

 асфальтована дорога від автостоянки на галявині Палениця Білчанська (8,5 км, недоступна для приватних автомобілів), з’єднується з червоною стежкою перед водоспадом Міцкевича (2:20 год., ↓ 1:55 год.)
 навколо озера (прибл. 50 хв.)
 через Свистівку Розтоцьку до притулку PTTK в Долині П’яти Польських Ставків (2 год., в інший бік 1:40 год.)
 до перевалу Шпігласова (Ceprostrada) (2:15 год, ↓ 1:40 год)
.